# Aeneonaenaria birmanica
Aeneonaenaria birmanica là một loài tò vò trong họ Ichneumonidae.